# 12 Rounds 3: Lockdown
12 Rounds 3: Lockdown (conhecido como 12 Rounds 3 ou 12 Rounds: Lockdown) é um filme de ação americano de 2015 estrelado por Dean Ambrose e dirigido por Stephen Reynolds. É a sequência do filme 12 Rounds 2: Reloaded estrelado por Randy Orton e dirigido por Roel Reiné e é o terceiro filme da trilogia 12 Rounds de co-produção da WWE Studios e Lionsgate, que distribuem o filme.
Este é o primeiro filme da série que não foi lançado pela 20th Century Fox, e foi lançado nos cinemas dos Estados Unidos e sob demanda em 11 de setembro de 2015.

## Sinopse
O detetive Tyler Burke (Roger Cross) e seus dois companheiros se infiltram na casa do traficante de drogas George Freemont, com quem ele colaborava secretamente na venda de narcóticos confiscados pela polícia. Eles pedem as provas de sua colaboração a Freemont, após pegar as provas eles destroem o notebook e Burke assassina Freemont forjando a cena do crime para justificar como legítima defesa.
O detetive John Shaw (Dean Ambrose) retorna à ativa no destrito após a morte de seu parceiro, Ray Jones, e pelo seu afastamento por ter sido baleado e diagnosticado com estresse pós-traumático. Ele é recebido pela sua supervisora, Capitã Matthews, pela recente formada na academia a Oficial Jenny Taylor (Sarah Smyth) e pelo detetive Burke que está sendo aclamado pela "prisão" de Freemont.
Sem o conhecimento de Burke, Freemont tinha feito um backup das provas em um pen drive em forma de um cartão de crédito que é encontrado durante a autópsia de Freemont e entregue como evidência por Taylor. Shaw lê o relatório do "incidente" com Freemont e recupera o pen drive com as provas. Ao mesmo tempo, Burke, em sua casa, recebe um telefonema de Taylor sobre o pen drive. Burke deduz que o pen drive contém as provas e rapidamente vai para a delegacia. Após a descoberta do conteúdo do pen drive Shaw dirige-se ao escritório de Matthews. Após receber a notícia do Oficial Meeks, de que Shaw tinha descoberto o conteúdo do pen drive, Burke decide acionar o alarme de incêndio afim de evacuar o prédio para encontrar Shaw facilmente.
Afim de conseguir entegrar as provas que incriminam Burke, Shaw tem que encontrar a saída do prédio e sobreviver as investidas de Burke e seus companheiros com apenas 12 projeteis de sua pistola.

## Elenco
- Dean Ambrose como John Shaw[7]
- Roger Cross como Tyler Burke
- Daniel Cudmore como Gideon
- Lochlyn Munro como Darrow Smith
- Ty Olsson como Harris
- Sarah Smyth como Oficial Jenny Taylor
- Rebecca Marshall como Capitã Matthews
- Toby Levins como Meeks
- Bill Dow como Chefe de polícia Keppler
- Sharon Taylor como Carmen
- Matthew Harrison como George Freemont

## Produção

### Desenvolvimento
"Michael J. Luisi, o presidente da WWE Studios, comentou sobre a relação de trabalho entre Lionsgate e WWE, 12 Rounds 3: Lockdown serve como o segundo episódio da série 'Action Six-Pack' entre as duas empresas, sendo o primeiro dessa parceria o filme Vendetta. Ele declarou: "Lockdown continuará a dinamizar e animar nossos fãs com o nível elevado de adrenalina que se espera de nossos filmes." Co-COO da Lionsgate e Presidente do grupo Motion Pictures Steve Beeks também divulgou uma declaração sobre o filme e o seu conteúdo, afirmando: "A última produção do nosso 'Six-Pack' tem tudo: suspense poderoso, ação ininterrupta e um Superstar da WWE, e nós estamos orgulhosos em continuar nossa parceria de longa data com a WWE Studios, cuja destreza em marketing para a sua base de fãs global, oferece um histórico consistente de sucesso comercial."
As filmagens deram início quando Dean Ambrose tirou um tempo da WWE no verão de 2014 e terminaram uma semana antes do Night of Champions pay-per-view do mesmo ano. As filmagens ocorerram em Vancouver, British Columbia, Canadá.